# West Memphis Three
Los Tres de West Memphis (en inglés: West Memphis Three) es el apodo con que se conoce a tres hombres que fueron juzgados y condenados en 1994 siendo adolescentes por la muerte de tres niños en la ciudad de West Memphis, Arkansas, el 5 de mayo de 1993. Damien Echols fue condenado a muerte, Jason Baldwin fue condenado a cadena perpetua y Jessie Misskelley, Jr. fue condenado a cadena perpetua más dos sentencias de veinte años cada una, siendo los tres jóvenes inocentes de los homicidios. Durante el juicio, la fiscalía afirmó que los niños murieron como consecuencia de un ritual satánico. Diversos documentales han cubierto el caso y varias celebridades han organizado eventos para reunir dinero, sosteniendo que los tres condenados son inocentes.
En julio de 2007, se presentó nueva evidencia forense para el caso. Además, el Estado y la Defensa confeccionaron un reporte en que aseguraron que, aunque la mayor parte del material genético recolectado en la escena del crimen era atribuible a las víctimas, algunas muestras no podían ser atribuidas a las víctimas ni a los acusados. El 29 de octubre de 2007, la Defensa presentó un recurso habeas corpus, basado en la Segunda Enmienda de la Constitución estadounidense, perfilando la nueva evidencia.
Después de una exitosa decisión tomada en el 2010 por la Corte Suprema de Arkansas respecto a la nueva evidencia de ADN, los Tres de West Memphis llegaron a un acuerdo con la fiscalía. El 19 de agosto de 2011 se acogieron a la doctrina Alford, la cual les permitió afirmar su inocencia reconociendo que los acusadores tenían suficiente evidencia para condenarlos. El juez David Laser aceptó la doctrina y sentenció a los tres hombres a tiempo de servicio. Fueron liberados con diez años de sentencia suspendida habiendo pasado más de dieciocho años en prisión.

## El crimen

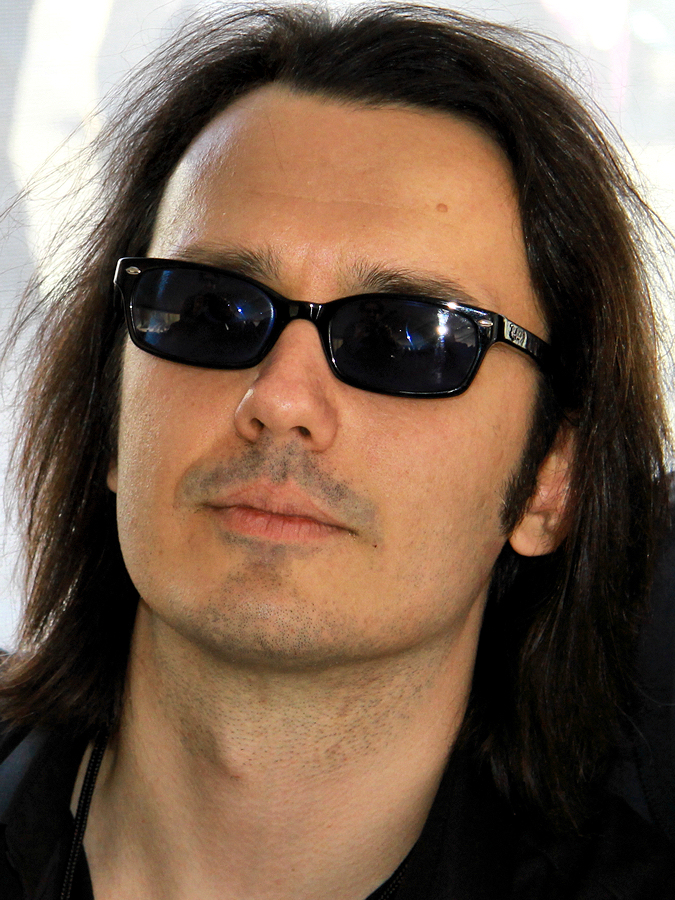
Damien Echols en el año 2012.

Tres niños de ocho años de edad —Steve Branch, Michael Moore y Christopher Byers— fueron reportados como desaparecidos el 5 de mayo de 1993. La primera denuncia fue hecha por el padre adoptivo de Byers, John Mark Byers, a eso de las 19 horas. Supuestamente, los chicos fueron vistos juntos por última vez por tres vecinos, quienes, en una declaración jurada, aseguraron haberlos visto a las 18:30 la tarde en que desaparecieron mientras el padrastro de Stevie Branch, Terry Hobbs, los llamaba para que volviesen a casa. Las primeras investigaciones policiales realizadas esa noche fueron limitadas. Amigos y vecinos también llevaron a cabo una búsqueda esa noche, la cual incluyó una visita superficial al lugar donde los cuerpos fueron encontrados más tarde.
Una investigación más completa hecha por la policía comenzó a eso de las 8:00 del 6 de mayo a cargo del personal de búsqueda y rescate del condado de Crittenden. Los buscadores recorrieron todo West Memphis, pero se concentraron principalmente en las colinas Robin Hood, donde los niños habían sido vistos por última vez. A pesar de la cadena humana que se organizó, no se encontró ningún rastro de los desaparecidos.
Cerca de las 13:45, el oficial Steve Jones divisó un zapato negro flotando en un pantanoso arroyo que culminaba en un canal de drenaje más grande en las colinas Robin Hood. Una búsqueda posterior en la zanja reveló los cuerpos de los tres niños. Estaban desnudos y habían sido atados de pies y manos con los cordones de sus propios zapatos. Sus tobillos derechos estaban amarrados con sus muñecas derechas por la espalda, del mismo modo que sus piernas y brazos izquierdos. Su vestimenta fue hallada en el mismo lugar, parte de la cual estaba enrollada en palos que habían sido arrojados a la fangosa zanja. La mayor parte de las prendas de vestir estaban al revés. La ropa interior de dos niños jamás fue encontrada. Christopher Byers presentaba laceraciones en varias partes de su cuerpo y su escroto y pene habían sido mutilados.
Las autopsias, a cargo del patólogo forense Frank J. Peretti, indicaron que Byers murió por múltiples heridas, mientras que Moore y Branch fallecieron por múltiples heridas y ahogamiento.
La policía sospechó inicialmente que los chicos habían sido violados, sin embargo, el posterior testimonio de expertos refutó esta hipótesis a pesar de haberse encontrado restos de semen en un par de pantalones recogidos en la escena del crimen. Los expertos de la fiscalía aseguraron que las heridas de Byers eran por un ataque con cuchillo y que había sido supuestamente castrado por el asesino. Por otra parte, la defensa alegó que los niños habían sido asaltados y asesinados en el mismo lugar donde fueron encontrados. Los críticos argumentaron que el asalto, al menos, no parecía haber sido en el arroyo.
Byers fue la única víctima con fármacos presentes en su organismo. Se le había medicado con Ritalin (metilfenidato) desde enero de 1993 por un trastorno por déficit de atención con hiperactividad. El primer informe de la autopsia reveló que el fármaco era carbamazepina y que la dosis encontrada en él correspondía a un nivel subterapéutico. John Mark Byers dijo que su hijo podría no haber consumido la dosis del 5 de mayo de 1993.

## Las víctimas
Las tres víctimas, Steve Edward Branch, Christopher Mark Byers y Michael James Moore, eran amigos, cursaban el segundo grado en la Escuela Primaria Weaver y habían alcanzado el rango de «Lobato» en el club de escultismo local.

### Steve Edward Branch
Steve Edward Branch (26 de noviembre de 1984 - 5 de mayo de 1993) era hijo de Steven y Pamela Branch, quienes se divorciaron cuando él era pequeño. Su madre estaba a cargo de su custodia y posteriormente se casó con Terry Hobbs. Branch tenía ocho años de edad, medía 1,28 m (4′ 2″), pesaba 29 kg (64 lb) y tenía cabello rubio. Fue visto usando una camiseta blanca y vaqueros azules sobre una bicicleta negra y roja. Era un estudiante con honores. Vivía con su madre, su padrastro y su medio hermana de cuatro años y su mascota.

### Christopher Mark Byers
Christopher Mark Byers (23 de junio de 1984 - 5 de mayo de 1993) era hijo de Melissa DeFir y Ricky Murray. Sus padres se divorciaron cuando tenía cuatro años. Poco tiempo después, su madre contrajo nupcias con John Mark Byers, quien lo adoptó. Byers tenía ocho años, medía 1,22 m (4′ 0″), pesaba 23 kg (51 lb) y tenía cabello castaño claro. Fue visto usando vaqueros azules, zapatos oscuros y una camiseta blanca de mangas largas. Vivía con su madre, su padrastro y su hermanastro de trece años. Según su madre, era un niño como cualquier otro, de hecho, aún creía en el Conejo de Pascua y en Papá Noel.

### Michael James Moore
Michael James Moore (27 de julio de 1984 - 5 de mayo de 1993) era hijo de Todd y Dana Moore. Tenía ocho años, medía 1,28 m (4′ 2″), pesaba 25 kg (55 lb) y tenía cabello castaño. Fue visto con pantalones azules, una camiseta azul de los Boy Scouts de América y una gorra naranja y azul de los Boy Scouts mientras conducía una bicicleta verde. A Moore le gustaba usar su uniforme de escultismo cuando no estaba en las reuniones. Era considerado el líder de los tres. Vivía con sus padres y su hermana de nueve años.

## Cobertura mediática
Tres documentales, Paradise Lost: The Child Murders at Robin Hood Hills, Paradise Lost 2: Revelations y Paradise Lost 3: Purgatory, dirigidos por Joe Berlinger y Bruce Sinofsky registraron el caso mostrándose muy críticos con el veredicto de la justicia. La primera entrega de Paradise Lost supuso el primer precedente en el uso de música de la banda Metallica para una película, lo cual atrajo atención al caso.
Se publicaron varios libros sobre los Tres de West Memphis, entre ellos Blood of Innocents de Guy Reel, The Last Pentacle of the Sun: Writings in Support of the West Memphis Three editado por Brett Alexander Savory y M. W. Anderson y Devil's Knot: The True Story of the West Memphis Three de la autora Mara Leveritt, la cual también sostiene que los tres sospechosos fueron condenados de forma injusta. En 2005, Damien Echols completó sus memorias, Almost Home: My Life Story Vol 1, donde ofrece su perspectiva del caso. Greg Day publicó en 2012 el libro Untying the Knot: John Mark Byers and the West Memphis Three.

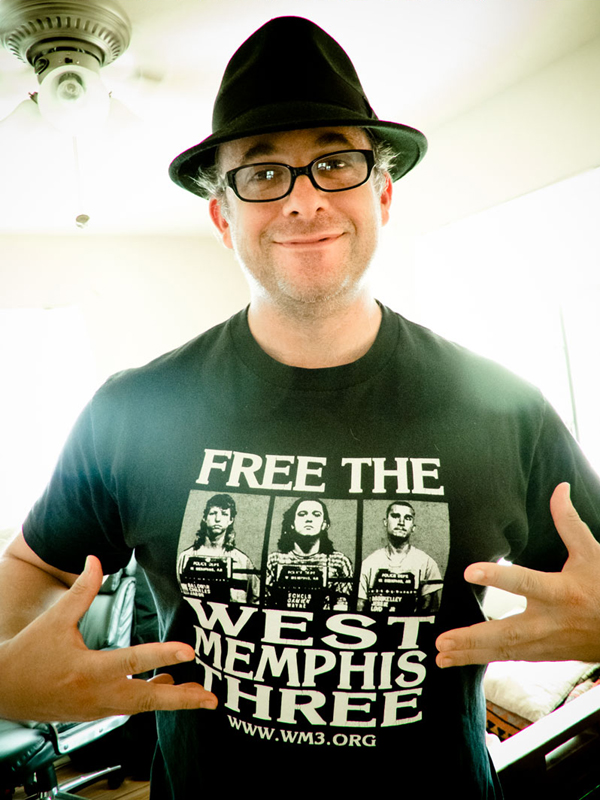
La organización sin ánimo de lucro WM3 Freedom Fund diseñó esta camiseta para difundir su labor con el lema «Liberen a los Tres de West Memphis».

En 2002, Henry Rollins trabajó junto a otros conocidos vocalistas de rock, hip hop, punk y metal en el álbum Rise Above: 24 Black Flag Songs to Benefit the West Memphis Three, un conjunto de nuevas versiones de temas de la banda Black Flag a cargo de Rollins Band. Todo el dinero recaudado por las ventas del álbum fue donado al fondo legal de los West Memphis Three. La banda de metalcore Zao, en su álbum Parade of Chaos, incluye una canción inspirada en el caso llamada «Free the Three». El 28 de abril de 2011, la banda Disturbed publicó la canción «3» en su página web, la que trata sobre los Tres de West Memphis y cuya recaudación total fue destinada en beneficio de la fundación West Memphis Three.
Martin David Hill publicó una página web con aproximadamente 160 000 palabras con el objetivo de realizar una investigación del caso. En ella recopila y analiza los detalles que rodearon los asesinatos y su investigación, así como información anecdótica.
La periodista de investigación Aphrodite Jones llevó a cabo una exploración del caso en su programa True Crime With Aphrodite Jones de la cadena Investigation Discovery siguiendo los descubrimientos de ADN. El episodio se estrenó el 15 de mayo de 2011. En agosto de 2011, White Light Productions anunció que los Tres de West Memphis aparecerían en su nuevo programa Wrongfully Convicted.
En enero de 2010 el programa 48 Hours, de la cadena de televisión CBS, emitió «The Memphis 3», un extenso reportaje sobre los acontecimientos del caso, incluyendo entrevistas con Echols y algunos de sus simpatizantes. El 17 de septiembre de 2011, el programa volvió a emitir el episodio con material actualizado sobre la liberación de los tres sospechosos.
El documental West of Memphis, dirigido por Amy J. Berg y producido por Peter Jackson y el propio Damien Echols, fue estrenado en la edición de 2012 del Festival de Cine de Sundance.
En 2013 fue estrenado el largometraje de ficción Devil's Knot, dirigido por el cineasta armenio-canadiense Atom Egoyan, según el libro antes citado de Mara Leveritt, con James Hamrick como Damien Echols, Seth Meriwether como Jason Baldwin, y Kristopher Higgins como Jessie Misskelley, en un elenco encabezado por Colin Firth y Reese Witherspoon.